# Centruroides vittatus
El escorpión rayado de la corteza (Centruroides vittatus) es una arácnido de la familia Buthidae, orden Scorpiones. Fue descrita por Say en 1821. El nombre del género Centruroides proviene de las palabras griegas centr- que significa “puntiagudo” y uro que significa “cola” el género originalmente se llamaba Centrurus pero tuvo que cambiarse a Centruroides debido a que Centrurus ya había sido usado para otro animal. La terminación -oides significa “semejanza” o “proveniente de”. El nombre específico vittatus proviene de la palabra en latín vittātus que significa bandeado.

## Descripción
El carapacho tiene un triángulo invertido de color negro que cubre el tubérculo ocular, la superficie dorsal de los quelíceros generalmente es de un color amarillento uniforme, de vez en cuando con rastros reticulados, dedos de la quela, mano y pedipalpo uniformemente amarillos, raya amarilla de la mitad del dorso tan o más ancha que las rayas negras (cuando las rayas están presentes), dimorfismo sexual por conteo de dientes pectinales que en los machos suele ser de 21-30 dientes y en hembras de 20-27 dientes. Segmentos metasomales con una sola raya medioventral oscura que se extiende entre las carinas submediales, patas por lo general de un color amarillo puro, rara vez con una tonalidad marrón, telson suboval cuando se observa ventralmente, telson con dientes medioventrales muy débiles, carina longitudinal que conduce hasta el tubérculo subaculear, diente subaculear pequeño y espinoide

## Distribución
Se distribuye en Estados Unidos, en los estados de: Nuevo México, Colorado, Nebraska, Kansas, Oklahoma, Texas, Luisiana, Arkansas, Missouri, Tennessee, Kentucky, Carolina del Norte. En México en los estados de Durango, Tamaulipas, Nuevo León, Coahuila y Sonora.

## Hábitat
Es de ambiente terrestre. Ocupa una gran variedad de microhábitats en desiertos, bosques caducifolios, de pino y pastizales, habita en las grietas de afloramientos rocosos, paredes de cañón, colinas volcánicas, entre la vegetación buscando refugio debajo de las yucas; en algunas ciudades se les ha encontrado en los vertederos de basura, dentro de las casas, oficinas, residencias, hoteles. Y algunos microhábitats adicionales son: bajo ramas de palma, rocas, corteza y troncos en bosque de pino; estiércol de vaca y trapos viejos escombros.

## Estado de conservación
Hasta el momento en México no se encuentra en ninguna categoría de protección, ni en la Lista Roja de la IUCN (International Union for Conservation of Nature) ni en CITES (Convención sobre el Comercio Internacional de Especies Amenazadas de Fauna y Flora Silvestres).